# 殉教者博士タベット・タベット政府病院
殉教者博士タベット・タベット政府病院（じゅんきょうしゃはくしタベット・タベットせいふびょういん、英語: Martyr Dr. Thabet Thabet Governmental Hospital）、通称トゥールカリム政府病院（トゥールカリムせいふびょういん、英語: Tulkarm Governmental Hospital）は、パレスチナ国ヨルダン川西岸地区トゥールカリム県トゥールカリムに所在する公立病院。パレスチナ保健省の管轄下。2004年に158の病床を構える病院として開院。2018年時点で317人の従業員（医師、看護師、薬剤師、理学療法士、技士、放射線医学士）を雇う。
病院名の由来は、パレスチナ人の医者を本業とし大学教授やファタハ党員としても活動していたが2000年にイスラエル軍部隊により暗殺されたタベット・タベット博士から。
同病院は2020年のCOVID-19パンデミックの際、感染者の入室を受け、新型コロナウイルス患者の治療にも利用された。
2022年には手術室の新調・改装を行った。
2024年7月26日、トゥールカリム旅団のアブ・シュジャア旅団長を逮捕しようとしてパレスチナ国家治安部隊が建物を包囲した後、病院内で治安部隊とパレスチナ人デモ隊員との衝突が発生した。